# 霍斯杜尔加
霍斯杜尔加（Hosdurga），是印度卡纳塔克邦Chitradurga县的一个城镇。总人口22480（2001年）。

## 人口
该地2001年总人口22480人，其中男性11581人，女性10899人；0—6岁人口2636人，其中男1382人，女1254人；识字率72.14%，其中男性为75.81%，女性为68.24%。